# 1 grosz polski (1816–1835)
1 grosz polski (1816–1835) – moneta groszowa Królestwa Kongresowego okresu autonomii, wprowadzona ukazem cara Aleksandra I z 1 grudnia 1815 r., bita w miedzi w latach 1816–1835, według systemu monetarnego opartego na grzywnie kolońskiej, wycofana z obiegu w lutym 1851 r.

## Awers
Na tej stronie umieszczono średni herb Królestwa Kongresowego, tzn. orła rosyjsko-polskiego – dwugłowy orzeł z trzema koronami, w prawej łapie trzyma miecz i berło, w lewej jabłko królewskie, na piersi, na tle gronostajowego płaszcza, tarcza herbowa z polskim orłem. Na dole, po obu stronach ogona orła, znajduje się znak intendenta mennicy w Warszawie –
- I.B. (Jakuba Benika 1816–1827),
- F.H. (Fryderyka Hungera 1827–1830),
- K.G. (Karola Gronaua 1830–1834) lub
- I.P. (Jerzego Puscha 1834–1835)[4].

Istnieją monety z rocznika 1818 bez znaku intendenta.
W 1816 r. ogon orła był krótszy – jednorzędowy, w pozostałych latach dłuższy – dwurzędowy. Awers z dwurzędowym ogonem orła jest identyczny z awersem monety 1 grosz polski (1822–1825).

## Rewers
Na tej stronie umieszczono nominał „1", pod nim napis „GROSZ”, poniżej „POLSKI”, a pod nim rok bicia: 1816, 1817, 1818, 1819, 1820, 1821, 1822, 1828, 1829, 1830, 1831, 1832, 1833, 1834 lub 1835.

## Opis
Monetę bito w mennicy w Warszawie, w miedzi, na krążku o średnicy 20 mm, masie 2,8 grama, z rantem gładkim. Według sprawozdań mennicy w latach 1816–1835 w obieg wypuszczono ok. 18 300 000 sztuk. Dokładniejsze podanie nakładu jest niemożliwe, ponieważ w dwóch latach monetę bito razem z:
- 1 grosz polski (1822–1825) – w roku 1822,
- 1 grosz (1835–1841) – w roku 1835,

a mennica w swoich sprawozdaniach raportowała jedynie liczbę wprowadzanych do obiegu monet konkretnego nominału, bez podawania typu.
Stopień rzadkości poszczególnych roczników i typów monet przedstawiono w tabeli:
| Rocznik             | Znak intendenta                       | Stopień rzadkości | Szacowana liczba egzemplarzy | Uwagi                                          | Zdjęcie |
| ------------------- | ------------------------------------- | ----------------- | ---------------------------- | ---------------------------------------------- | ------- |
| 1 grosz polski 1816 | I.B.                                  |                   | ponad 400 000                | jednorzędowy (krótszy) ogon orła               |         |
| 1 grosz polski 1817 | I.B.                                  |                   | ponad 400 000                |                                                |         |
| 1 grosz polski 1818 | I.B.                                  |                   | ponad 400 000                |                                                |         |
| 1 grosz polski 1818 | bez znaku intendenta (brak liter I.B) | R8                | 2–3                          |                                                |         |
| 1 grosz polski 1819 | I.B.                                  | R2                | 3001–15 000                  |                                                |         |
| 1 grosz polski 1820 | I.B.                                  | R1                | 15 001–80 000                |                                                |         |
| 1 grosz polski 1821 | I.B.                                  | R                 | 80 001–400 000               |                                                |         |
| 1 grosz polski 1822 | I.B                                   | R4                | 121–600                      | bito również monety 1 grosz polski (1822–1825) |         |
| 1 grosz polski 1828 | F.H.                                  | R                 | 80 001–400 000               |                                                |         |
| 1 grosz polski 1829 | F.H.                                  | R                 | 80 001–400 000               |                                                |         |
| 1 grosz polski 1830 | F.H.                                  |                   | ponad 400 000                |                                                |         |
| 1 grosz polski 1830 | K.G.                                  | R1                | 15 001–80 000                |                                                |         |
| 1 grosz polski 1831 | K.G.                                  |                   | ponad 400 000                |                                                |         |
| 1 grosz polski 1832 | K.G.                                  |                   | ponad 400 000                |                                                |         |
| 1 grosz polski 1833 | K.G.                                  | R1                | 15 001–80 000                |                                                |         |
| 1 grosz polski 1834 | K.G.                                  | R                 | 80 001–400 000               |                                                |         |
| 1 grosz polski 1834 | I.P.                                  | R                 | 80 001–400 000               |                                                |         |
| 1 grosz polski 1835 | I.P.                                  | R                 | 80 001–400 000               | bito również monety 1 grosz (1835–1841)        |         |

Już w 1817 r. lekkiej zmianie uległ ogon orła na awersie – został wydłużony. Dla trzech roczników – 1818, 1830 i 1834, istnieją monety z różnymi znakami intendenta mennicy umieszczonymi na awersie lub, jak w przypadku 1818, jego brakiem.
W latach 1822–1825 bito monetę 1 grosz polski Z MIEDZI KRAIOWEY. W roku 1828 powrócono do bicia jednogroszówki według rysunku monety wprowadzonego w roku 1817. W roku 1835 monetę zastąpiono jednogroszówką polsko-rosyjską.
Ze względu na fakt, że okres bicia monety przypada na czas rządów dwóch carów, w numizmatyce rosyjskiej moneta, w zależności od wybitej daty, zaliczana jest do dwóch odrębnych kategorii:
- monet cara Aleksandra I (1816–1822) oraz
- monet cara Mikołaja I (1828–1835).

## Nowe bicie
Dla każdego z roczników, oprócz 1822, jak również dla obydwu wersji znaku intendenta mennicy w przypadku lat 1830 i 1834, istnieją monety nowego bicia z 1857 r. z mennicy w Warszawie. Znane są również monety nowego bicia warszawskiego rocznika 1815, w którym monet obiegowych nie bito wcale.
Istnieją monety nowego bicia z 1869 r. z mennicy w Petersburgu dla dwóch roczników 1815 i 1824, dla których monet obiegowych nie było.